# Qualificazioni al campionato europeo maschile di calcio 2004 - Gruppo 10

## Classifica
| Pos. | Squadra  | Pt | G | V | N | P | GF | GS | DR |
| ---- | -------- | -- | - | - | - | - | -- | -- | -- |
| 1.   | Svizzera | 15 | 8 | 4 | 3 | 1 | 15 | 11 | +4 |
| 2.   | Russia   | 14 | 8 | 4 | 2 | 2 | 19 | 12 | +7 |
| 3.   | Irlanda  | 11 | 8 | 3 | 2 | 3 | 10 | 11 | -1 |
| 4.   | Albania  | 8  | 8 | 2 | 2 | 4 | 11 | 15 | -4 |
| 5.   | Georgia  | 7  | 8 | 2 | 1 | 5 | 8  | 14 | -6 |

## Risultati

### Prima giornata
| Arbitro: | Colombo |

|                                                            |           |                          |
| Karyaka 20’ Beschastnykh 24’ Kerzhakov 71’ Babb 88’ (aut.) | Marcatori | 69’ Doherty 76’ Morrison |

| Arbitro: | Krisnak |

|                                                |           |               |
| Frei 37’ H. Yakin 62’ Müller 74’ Chapuisat 81’ | Marcatori | 62’ Arveladze |

### Seconda giornata
| Arbitro: | Erdemir |

|            |           |              |
| Murati 79’ | Marcatori | 37’ M. Yakin |

### Terza giornata
| Arbitro: | Sundell |

|                                        |           |          |
| Kerzhakov 3’ Semak 42’, 55’ Onopko 52’ | Marcatori | 13’ Duro |

| Arbitro: | Pedersen |

|                   |           |                            |
| Magnin 78’ (aut.) | Marcatori | 45’ H. Yakin 87’ Celestini |

### Quarta giornata
| Arbitro: | Allaerts |

|                               |           |             |
| Rraklli 20’ Lala 79’ Tare 82’ | Marcatori | 76’ Karyaka |

| Arbitro: | Vassaras |

|                 |           |                      |
| Kobiashvili 62’ | Marcatori | 18’ Duff 84’ Doherty |

### Quinta giornata
| Tbilisi 2 aprile 2003, ore 18:00 UTC+5 | Georgia   | 0 – 0 referto | Svizzera | Stadio Mikheil Meskhi (3.017 spett.)\| Arbitro: \| Trivković \| |
| Arbitro:                               | Trivković |               |          |                                                                 |

| Tirana 2 aprile 2003, ore 18:30 UTC+2 | Albania | 0 – 0 referto | Irlanda | Stadio Qemal Stafa (16.000 spett.)\| Arbitro: \| Farina \| |
| Arbitro:                              | Farina  |               |         |                                                            |

### Recupero seconda giornata
| Arbitro: | Wack |

|              |           |  |
| Asatiani 12’ | Marcatori |  |

### Sesta giornata
| Arbitro: | Mikulski |

|                             |           |          |
| Keane 6’ Aliaj 90+2’ (aut.) | Marcatori | 8’ Skela |

| Arbitro: | Ibañez |

|               |           |                             |
| Frei 13’, 15’ | Marcatori | 23’, 67’ (rig.) Ignashevich |

### Settima giornata
| Arbitro: | Bennett |

|                               |           |                           |
| Haas 10’ Frei 32’ Cabanas 71’ | Marcatori | 22’ Lala 86’ (rig.) Skela |

| Arbitro: | González |

|                       |           |  |
| Doherty 43’ Keane 59’ | Marcatori |  |

### Ottava giornata
| Arbitro: | Micheľ |

|          |           |                 |
| Duff 35’ | Marcatori | 42’ Ignashevich |

| Arbitro: | Vollquartz |

|                                |           |  |
| Arveladze 8’, 43’ Ashvetia 17’ | Marcatori |  |

### Nona giornata
| Arbitro: | Collina |

|                                    |           |                    |
| Bulykin 19’, 32’, 58’ Mostovoi 72’ | Marcatori | 12’ (aut.) Karyaka |

| Arbitro: | Salomir |

|                             |           |               |
| Hasi 51’ Tare 53’ Bushi 80’ | Marcatori | 64’ Arveladze |

### Decima giornata
| Arbitro: | Plautz |

|                                    |           |             |
| Bulykin 29’ Titov 45+1’ Sychev 73’ | Marcatori | 3’ Iashvili |

| Arbitro: | Frisk |

|                      |           |  |
| H. Yakin 6’ Frei 60’ | Marcatori |  |

## Statistiche

### Classifica marcatori
5 reti
- Alexander Frei

4 reti
- Shota Arveladze
- Dmitri Bulykin

3 reti
- Gary Doherty
- Sergej Ignaševič (1 rig.)
- Hakan Yakın

2 reti
- Altin Lala
- Ervin Skela (1 rig.)
- Igli Tare
- Damien Duff
- Robbie Keane
- Andrej Karjaka
- Aleksandr Keržakov
- Sergei Semak

1 rete
- Alban Bushi
- Klodian Duro
- Besnik Hasi
- Edvin Murati
- Altin Rraklli
- Malkhaz Asatiani
- Mikheil Ashvetia
- Aleksandre Iashvili
- Levan Kobiashvili
- Clinton Morrison
- Vladimir Beschastnykh
- Aleksandr Mostovoi
- Viktor Onopko
- Dmitrij Syčëv
- Yegor Titov
- Ricardo Cabanas
- Fabio Celestini
- Stéphane Chapuisat
- Bernt Haas
- Patrick Müller
- Murat Yakın

autoreti
- Adrian Aliaj (pro Irlanda)
- Phil Babb (pro Russia)
- Andrej Karjaka (pro Svizzera)
- Ludovic Magnin (pro Irlanda)